# アリス・デグラディ
アリス・デグラディ（Alice Degradi、1996年10月4日 - ）はイタリアの女子バレーボール選手。ポジションはアウトサイドヒッター。イタリア代表。

## 来歴
- クラブチーム

パヴィーア出身。2011年、Pallavolo Villanterioへ入団。2012年、Unendo Yamamay Busto Arsizioへ移籍。2014/15シーズンの欧州チャンピオンズリーグで準優勝、イタリアカップ3位の成績を残す。2016/17シーズンはイタリアセリエA2のVolley Pesaroで、2017/18シーズンはセリエA1のSab Volley Legnanoでプレーした。2018/19シーズンからはイル・ビゾンテ・フィレンツェで2年間プレーした。2020年、Cuneo Granda Volleyへ加入。2021/22シーズンのセリエA1では7位となった。2022/23シーズンは再びE-Work Busto Arsizioと契約した。2023年5月、メガボックス・ヴァッレフォリアへの移籍が発表され、2023/24シーズンはチームのエースとして活躍をみせた。
- 代表チーム

アンダーカテゴリーの代表として2013年、U-18欧州選手権で銀メダルを獲得した。2015年、U-23世界選手権に出場した。2018年、シニアのイタリア代表に初選出され、同年のネーションズリーグでデビューした。2022年、再び代表に選出されると同年6-7月のネーションズリーグに出場した。2023年、欧州選手権に出場し4位となった。

## 球歴
- ネーションズリーグ - 2018年、2022年、2023年
- 欧州選手権 - 2023年

## 所属クラブ
- Pallavolo Villanterio（2011-2012年）
- Unendo Yamamay Busto Arsizio（2012-2016年）
- Volley Pesaro（2016-2017年）
- Sab Volley Legnano（2017-2018年）
- イル・ビゾンテ・フィレンツェ（2018-2020年）
- Cuneo Granda Volley（2020-2022年）
- E-Work Busto Arsizio（2022-2023年）
- メガボックス・ヴァッレフォリア（2023-）